# Antrocephalus bicoloris
Antrocephalus bicoloris är en stekelart som beskrevs av Boucek 1988. Antrocephalus bicoloris ingår i släktet Antrocephalus och familjen bredlårsteklar. Inga underarter finns listade i Catalogue of Life.